# Saltia papposa
Saltia papposa är en amarantväxtart som först beskrevs av Peter Forsskål, och fick sitt nu gällande namn av Horace Bénédict Alfred Moquin-Tandon. Saltia papposa ingår i släktet Saltia och familjen amarantväxter. Inga underarter finns listade i Catalogue of Life.